# 1982 في اليابان
فيما يلي قوائم الأحداث التي وقعت خلال عام 1982 في اليابان.

## سياسة

### تعيين في المنصب
- 27 نوفمبر – ياسوهيرو ناكاسونه رئيس وزراء اليابان.

### انتهاء فترة المنصب
- 27 نوفمبر – زينكو سوزوكي رئيس وزراء اليابان.

## ظهور
- 1 يناير – إكس جابان
- 1 يناير – مورنينغ الأسبوعية

## برامج ومسلسلات وأنمي
- الأحلام الذهبية

## مواليد

### يناير
- 1 يناير – ماكي أراي لاعبة كرة مضرب يابانية.
- 5 يناير – تاكاشي ايزاوا لاعب كرة قدم ياباني.
- 7 يناير – ريانغ يونغ غي لاعب كرة قدم كوري شمالي.
- 10 يناير – أتسوشي ماتسورا لاعب كرة قدم ياباني.
- 10 يناير – ميتسوهيرو إيتشيكي
- 10 يناير – ميساتو فوكوين
- 14 يناير – أتسوشي يوشيموتو لاعب كرة قدم ياباني.
- 19 يناير – يوسوكي شيمادا لاعب كرة قدم ياباني.
- 30 يناير – دايكي أواماسا لاعب كرة قدم ياباني.
- 31 يناير – تايسي فوجيتا لاعب كرة قدم ياباني.

### فبراير
- 3 فبراير – تاكاشي هيراوجيما لاعب كرة قدم ياباني.
- 5 فبراير – يو كوباياشي
- 10 فبراير – يوشيماسا هوسويا
- 14 فبراير – تامون ماتشيدا لاعب كرة قدم ياباني.
- 19 فبراير – رون
- 23 فبراير – توشيهارو موريناغا لاعب كرة قدم ياباني.
- 23 فبراير – كازنوري إيو لاعب كرة قدم ياباني.

### مارس
- 6 مارس – يوسوكي ساتو لاعب كرة قدم ياباني.
- 10 مارس – شين كويامادا ممثل أمريكي.
- 12 مارس – هيساتو ساتو لاعب كرة قدم ياباني.
- 12 مارس – يوتو ساتو لاعب كرة قدم ياباني.
- 13 مارس – واتارو هاتانو
- 15 مارس – تاكومي واتانابي لاعب كرة قدم ياباني.
- 16 مارس – آنا ناجاتا ممثلة يابانية.
- 17 مارس – كوسوكي ياسودا لاعب كرة قدم ياباني.
- 24 مارس – كين ممثل ياباني.
- 30 مارس – كويتشي هاشيجاتو لاعب كرة قدم ياباني.

### أبريل
- 1 أبريل – كازوتو إيشيدا لاعب كرة قدم ياباني.
- 1 أبريل – كازويا ناغاياما لاعب كرة قدم ياباني.
- 2 أبريل – تومويا كاناموري لاعب كرة قدم ياباني.
- 6 أبريل – هيروميتشي كاتانو لاعب كرة قدم ياباني.
- 7 أبريل – هيرويوكي نيشيجيما لاعب كرة قدم ياباني.
- 8 أبريل – كوتا ياناغيساوا لاعب كرة قدم ياباني.
- 10 أبريل – جن موراماتسو لاعب كرة قدم ياباني.
- 14 أبريل – شينسوكي ساكيموتو لاعب كرة قدم ياباني.
- 15 أبريل – كوهي نيشينو لاعب كرة قدم ياباني.
- 15 أبريل – هيديوكي إيشيدا لاعب كرة قدم ياباني.
- 16 أبريل – جون ياماموتو لاعب كرة قاعدة ياباني.
- 20 أبريل – دايسوكي أكاشي لاعب كرة قدم ياباني.
- 22 أبريل – نوريكو شيتايا مؤدّية صوت يابانية.
- 22 أبريل – يويا سانو لاعب كرة قدم ياباني.
- 24 أبريل – كوجي ناكاساتو لاعب كرة قدم ياباني.
- 26 أبريل – ريوتا تيراأوتشي لاعب كرة قدم ياباني.
- 26 أبريل – سيإيإيتشي تاماكي لاعب كرة قدم ياباني.
- 27 أبريل – يوتاكا تاهارا لاعب كرة قدم ياباني.
- 29 أبريل – هيروتاكا إيإيد لاعب كرة قدم ياباني.

### مايو
- 3 مايو – ياسومي كوكيساكي لاعب كرة قدم ياباني.
- 8 مايو – كينيشي إيتو منافِس أوليمبي ياباني.
- 8 مايو – ميتسوهيرو سيكي لاعب كرة قدم ياباني.
- 9 مايو – أكيرا تاكاب لاعب كرة قدم ياباني.
- 10 مايو – يوكي ياماأتشي لاعب كرة قدم ياباني.
- 12 مايو – أكيهيرو هودو لاعب كرة قدم ياباني.
- 13 مايو – تايشي موراتا
- 13 مايو – هاياتو سوزوكي لاعب كرة قدم ياباني.
- 16 مايو – ماساكي شوغو لاعب كرة قدم ياباني.
- 19 مايو – يوسوكي سوزوكي لاعب كرة قدم ياباني.
- 23 مايو – تاكاهيرو شيباساكي لاعب كرة قدم ياباني.
- 25 مايو – تايتشي هاسيكوا لاعب كرة قدم ياباني.
- 26 أغسطس – مايومي يوشيدا مؤدّية صوت يابانية.
- 26 مايو – تومواكي ماينو مؤدّي صوت ياباني.
- 26 مايو – يوسوكي كاتاأوكا لاعب كرة قدم ياباني.
- 27 مايو – توموتاكا كيتامورا لاعب كرة قدم ياباني.
- 29 مايو – يوكي كانيكو لاعب كرة قدم ياباني.

### يونيو
- 1 يونيو – تايكاي يويموتو لاعب كرة قدم ياباني.
- 1 يونيو – يوشيكازو سوزوكي لاعب كرة قدم ياباني.
- 4 يونيو – كيي سوغيموتو لاعب كرة قدم ياباني.
- 5 يونيو – كادزكي ساواد لاعب كرة قدم ياباني.
- 8 يونيو – ساتوشي واتانابي لاعب كرة قدم ياباني.
- 9 يونيو – يوشيتو أوكوبو لاعب كرة قدم ياباني.
- 10 يونيو – دايسوكي يونياما لاعب كرة قدم ياباني.
- 11 يونيو – كازوهيرو كاواتا لاعب كرة قدم ياباني.
- 13 يونيو – كينتو هوري لاعب كرة قدم ياباني.
- 13 يونيو – كييتا سوغيموتو لاعب كرة قدم ياباني.
- 15 يونيو – كويا شيميزو لاعب كرة قدم ياباني.
- 16 يونيو – إيسيإي يوشيمي لاعب كرة قدم ياباني.
- 16 يونيو – سوجورو هاشيموتو لاعب كرة قدم ياباني.
- 16 يونيو – شونيتشي ناكاجيما لاعب كرة قدم ياباني.
- 21 يونيو – ريوسوكي كانزاكي لاعب كرة قدم ياباني.
- 22 يونيو – ماساهيرو كازوما لاعب كرة قدم ياباني.
- 25 يونيو – كازوما ماتسوشيتا لاعب كرة قدم ياباني.
- 27 يونيو – ري هان جاي لاعب كرة قدم كوري شمالي.
- 27 يونيو – هيديتو إينوي لاعب كرة قدم ياباني.
- 30 يونيو – موموكو سايتو مؤدّية صوت يابانية.

### يوليو
- 1 يوليو – تاكاهيرو تاكاجي لاعب كرة قدم ياباني.
- 2 يوليو – كينيتشيرو مهتا لاعب كرة قدم ياباني.
- 2 يوليو – يوكي يويكوسا لاعب كرة قدم ياباني.
- 5 يوليو – جونري ناميجاتا لاعبة كرة مضرب يابانية.
- 7 يوليو – سيتو ساكاكبارا قاتل متسلسل ياباني.
- 7 يوليو – كازويوكي أوتسكا لاعب كرة قدم ياباني.
- 8 يوليو – سوتارو توميزاوا لاعب كرة قدم ياباني.
- 9 يوليو – جونغو كونو لاعب كرة قدم ياباني.
- 9 يوليو – ساكون ياماموتو سائق سيارة سباق ياباني.
- 12 يوليو – شوتا ناغاي لاعب كرة قدم ياباني.
- 14 يوليو – هيروشي فوكوشيما لاعب كرة قدم ياباني.
- 17 يوليو – هاياتو أوتشي لاعب كرة قدم ياباني.
- 22 يوليو – يوزو تاشيرو لاعب كرة قدم ياباني.
- 26 يوليو – كازوكي تسودا لاعب كرة قدم ياباني.
- 28 يوليو – فوكوتارو شينو لاعب كرة قدم ياباني.
- 29 يوليو – سوقورو هينو لاعب كرة قدم ياباني.
- 30 يوليو – يويا ناغوتومي لاعب كرة قدم ياباني.
- 31 يوليو – هيوم تاناكا لاعب كرة قدم ياباني.

### أغسطس
- 1 أغسطس – تاتسويا سوزوكي لاعب كرة قدم ياباني.
- 1 أغسطس – كازوكي ساكورادا لاعب كرة قدم ياباني.
- 1 أغسطس – يوكي فوكايا لاعب كرة قدم ياباني.
- 2 أغسطس – ساتوشي ناغانو لاعب كرة قدم ياباني.
- 3 أغسطس – تاكومي موتوهاشي لاعب كرة قدم ياباني.
- 3 أغسطس – شوتا ماتسوهاشي لاعب كرة قدم ياباني.
- 3 أغسطس – هيدينوري ماغو لاعب كرة قدم ياباني.
- 3 أغسطس – يويتشي فوتوري لاعب كرة قدم ياباني.
- 4 أغسطس – تايتشي فوروتا لاعب كرة قدم ياباني.
- 4 أغسطس – ماسايوشي يوشيد لاعب كرة قدم ياباني.
- 6 أغسطس – تاتسورو هاغيهارا لاعب كرة قدم ياباني.
- 9 أغسطس – تاكوتو هاياشي لاعب كرة قدم ياباني.
- 11 أغسطس – دايسوكي تادا لاعب كرة قدم ياباني.
- 20 أغسطس – ماسارو كوروتسو لاعب كرة قدم ياباني.
- 25 أغسطس – كينجيرو يزو لاعب كرة قدم ياباني.
- 26 أغسطس – شوتا كاغياما ملحن ياباني.
- 26 أغسطس – مايومي يوشيدا مؤدّية صوت يابانية.
- 27 أغسطس – تاتسويوكي تومياما لاعب كرة قدم ياباني.
- 29 أغسطس – شوهي ياماموتو لاعب كرة قدم ياباني.
- 30 أغسطس – مادوكا يونيزوا
- 31 أغسطس – دايسوكي موري لاعب كرة قاعدة ياباني.

### سبتمبر
- 1 سبتمبر – جوني تاكاكي لاعب كرة قدم ياباني.
- 3 سبتمبر – أيومي فجيمرا مؤدّية صوت يابانية.
- 3 سبتمبر – ساوري سيتو
- 5 سبتمبر – ريويتشي كوروساوا لاعب كرة قدم ياباني.
- 7 سبتمبر – ريوكو شيرايشي
- 8 سبتمبر – كازويا مايدا لاعب كرة قدم ياباني.
- 9 سبتمبر – تاتسويا تسوروتا لاعب كرة قدم ياباني.
- 9 سبتمبر – شوجو شيوزاوا لاعب كرة قدم ياباني.
- 11 سبتمبر – ناويا شيبامورا لاعب كرة قدم ياباني.
- 12 سبتمبر – ريو كوباياشي لاعب كرة قدم ياباني.
- 14 سبتمبر – ياسوماسا نيشينو لاعب كرة قدم ياباني.
- 15 سبتمبر – كينيتشي كاوانو لاعب كرة قدم ياباني.
- 17 سبتمبر – كازوهيرو موري دراج ياباني.
- 22 سبتمبر – كوسوكي كيتاجيما سباح ياباني.
- 23 سبتمبر – ريوشي كييوناري متسابق دراجات نارية ياباني.
- 24 سبتمبر – ميتشيتاكا أكيموتو لاعب كرة قدم ياباني.
- 25 سبتمبر – ريوجي كاواموتو لاعب كرة قدم ياباني.
- 25 سبتمبر – ماساتيرو أكيتا لاعب كرة قدم ياباني.
- 28 سبتمبر – تاكيشي أوكي لاعب كرة قدم ياباني.
- 28 سبتمبر – هيروشي تيتسوت لاعب كرة قدم ياباني.
- 29 سبتمبر – ريوتا إمورو لاعب كرة قدم ياباني.

### أكتوبر
- 4 أكتوبر – تاكاشي كيتانو لاعب كرة قدم ياباني.
- 5 أكتوبر – ساوري يوشيدا مصارعة هاوية يابانية.
- 7 أكتوبر – يوسوكي غوندا لاعب كرة قدم ياباني.
- 8 أكتوبر – أراتا كوداما لاعب كرة قدم ياباني.
- 11 أكتوبر – شينسوكي ياماناكا ملاكم ياباني.
- 11 أكتوبر – كيوشي سايتو لاعب كرة قدم ياباني.
- 15 أكتوبر – يوكو ماكي ممثلة يابانية.
- 21 أكتوبر – هارومي ساكوراي مؤدّية صوت يابانية.
- 21 أكتوبر – يوجي ماكي لاعب كرة قدم ياباني.
- 22 أكتوبر – كوميكو إيجيما لاعبة كرة مضرب يابانية.
- 23 أكتوبر – ياسواكي تاكومي
- 26 أكتوبر – سوتا ناكازاوا لاعب كرة قدم ياباني.
- 26 أكتوبر – كوسوكه أوتا لاعب كرة قدم ياباني.
- 27 أكتوبر – تاكو هارادا لاعب كرة قدم ياباني.
- 28 أكتوبر – ماي كوراكي
- 28 أكتوبر – هيرونوري ساروتو لاعب كرة قدم ياباني.
- 28 أكتوبر – يوكاري فكوي
- 30 أكتوبر – روي توكيساكي لاعب كرة قدم ياباني.
- 30 أكتوبر – يوسوكي ايغاوا لاعب كرة قدم ياباني.
- 30 أكتوبر – يوهي أونيشي لاعب كرة قدم ياباني.

### نوفمبر
- 2 نوفمبر – تاكويا مور لاعب كرة قدم ياباني.
- 2 نوفمبر – شوجو كوهارا لاعب كرة قدم ياباني.
- 2 نوفمبر – كيوكو فوكادا
- 3 نوفمبر – جون واتانابي ممثل ياباني.
- 3 نوفمبر – ماسارو يوكوياما
- 5 نوفمبر – هيروكي كوندو لاعب كرة مضرب ياباني.
- 9 نوفمبر – كوكورو كيكوتشي مؤدّية صوت يابانية.
- 11 نوفمبر – تاتسويا شيوزاوا لاعب كرة قدم ياباني.
- 13 نوفمبر – كنتارو أوراموتو لاعب كرة قدم ياباني.
- 13 نوفمبر – كومي كودا مغنية يابانية.
- 14 نوفمبر – ريه كوندو
- 18 نوفمبر – أكينو واتانابي
- 23 نوفمبر – كازوهيرو نينوميا لاعب كرة قدم ياباني.
- 27 نوفمبر – تاتسويا تاناكا لاعب كرة قدم ياباني.
- 29 نوفمبر – هاياتو ساساكي لاعب كرة قدم ياباني.

### ديسمبر
- 3 ديسمبر – تورو مياموتو لاعب كرة قدم ياباني.
- 7 ديسمبر – كوإيتشيرو ناكتومو لاعب كرة قدم ياباني.
- 7 ديسمبر – يوزو تامورا لاعب كرة قدم ياباني.
- 9 ديسمبر – آية أوكاموتو
- 9 ديسمبر – هيرواكي نامبو لاعب كرة قدم ياباني.
- 12 ديسمبر – ياسويوشي نارا لاعب كرة قدم ياباني.
- 15 ديسمبر – تايسوكي ماتسوكاا لاعب كرة قدم ياباني.
- 18 ديسمبر – كينتارو كاواساكي لاعب كرة قدم ياباني.
- 21 ديسمبر – تاكيشي هامادا لاعب كرة قدم ياباني.
- 21 ديسمبر – هيرونوبو هاجا لاعب كرة قدم ياباني.
- 24 ديسمبر – ماساكي إيبا
- 26 ديسمبر – شون أوغوري
- 27 ديسمبر – تاكوتو كوياما لاعب كرة قدم ياباني.

## وفيات

### يناير
- 11 يناير – جيرو هيركاشى (مواليد 1903) مهندس يابانى.

### يوليو
- 23 يوليو – هيتوشي ساساكي (مواليد 1891)

### نوفمبر
- 6 نوفمبر – شيرو تيشيما (مواليد 1907) لاعب كرة قدم ياباني.